# Emanuel Gularte
Emanuel Gularte, né le 30 septembre 1997 à Montevideo en Uruguay, est un footballeur uruguayen qui évolue au poste de défenseur central au Querétaro FC.

## Biographie

### En club
Né à Montevideo en Uruguay, Emanuel Gularte est formé par le Montevideo Wanderers. Il joue son premier match en professionnel le 15 mars 2015, lors d'un match de championnat contre le CA Atenas. Il entre en jeu et son équipe s'incline par deux buts à un.
Le 12 novembre 2017, Gularte inscrit son premier but en professionnel, à l'occasion d'une rencontre de championnat face au Club National. Auteur du second but de son équipe ce jour-là, il ne permet toutefois pas aux siens de rapporter un résultat (défaite 2-3).
En janvier 2020, Gularte rejoint le Mexique afin de s'engager en faveur du Club Puebla. Il joue son premier match sous ses nouvelles couleurs le 1er août 2020, contre Cruz Azul. Il entre en jeu à la place de Amaury Escoto (en) et les deux équipes se neutralisent (1-1).
Le 14 septembre 2022, Gularte prolonge son contrat avec le Club Puebla jusqu'en décembre 2025.
Le 26 juin 2023, Emanuel Gularte rejoint un autre club mexicain en s'engageant en faveur du Querétaro FC. 

### En sélection
Emanuel Gularte représente notamment l'équipe d'Uruguay des moins de 20 ans de 2016 à 2017. Avec cette équipe il prend part au championnat de la CONMEBOL des moins de 20 ans en 2017, remportée par son équipe. Puis il participe quelques mois plus tard à la Coupe du monde des moins de 20 ans organisée en Corée du Sud.

## Palmarès
Uruguay -20 ans
- Championnat sud-américain des moins de 20 ans (1) :
  - Vainqueur : 2017.